# FC Viktoria Köln/Saison 2021/22
Dieser Artikel beschreibt den Verlauf der Saison 2021/22 des FC Viktoria Köln. Der Klub trat in der Saison in der 3. Liga und im DFB-Pokal an.

## Personalien

### Kader 2021/22
- Stand: 2. Juni 2022[1]

| Nr.        | Nat.                | Name                   | Geburtstag    | im Verein seit | letzter Verein             |     |
| Tor        | Tor                 | Tor                    | Tor           | Tor            | Tor                        | Tor |
| ---------- | ------------------- | ---------------------- | ------------- | -------------- | -------------------------- | --- |
| 01         | Deutschland         | Sebastian Mielitz1–23  | 18. Juli 1989 | 2020           | SønderjyskE                |     |
| 22         | Deutschland         | Moritz Nicolas         | 21. Okt. 1997 | 2021           | Borussia Mönchengladbach   |     |
| 24         | Deutschland         | Kevin Rauhut           | 30. Dez. 1989 | 2022           | SGV Freiberg               |     |
| 25         | Deutschland         | Elias Bördner          | 18. Feb. 2002 | 2021           | Eintracht Frankfurt        |     |
| 33         | Deutschland         | Jakob Brambach U19     | 12. März 2003 | 2021           | Bayer 04 Leverkusen U19    |     |
| Abwehr     |                     |                        |               |                |                            |     |
| 02         | Deutschland         | Alexander Höck         | 30. März 2002 | 2017           | Bayer 04 Leverkusen Jugend |     |
| 03         | Deutschland         | Maximilian Rossmann    | 6. Mai 1995   | 2020           | Heracles Almelo            |     |
| 05         | Deutschland         | Daniel Buballa         | 11. Mai 1990  | 2021           | FC St. Pauli               |     |
| 15         | Deutschland         | Christoph Greger       | 14. Jan. 1997 | 2021           | SpVgg Unterhaching         |     |
| 20         | Deutschland         | Aaron Berzel2–21       | 29. Mai 1992  | 2021           | Türkgücü München           |     |
| 20         | Deutschland         | Jamil Siebertab 25     | 2. Apr. 2002  | 2022           | Fortuna Düsseldorf         |     |
| 21         | Deutschland         | Dario de Vita          | 12. Feb. 2000 | 2016           | 1. FC Köln Jugend          |     |
| 28         | Deutschland         | Patrick Koronkiewicz   | 13. März 1991 | 2014           | Sportfreunde Siegen        |     |
| 29         | Deutschland         | Phil Zimmermann U19    | 3. März 2003  | 2019           | 1. FC Köln U17             |     |
| 32         | Deutschland         | Tim Schirmer U19       | 8. März 2003  | 2020           | FC Hennef 05 U17           |     |
| 36         | Deutschland Turkei  | İlhan Altuntaş U19     | 6. Jan. 2003  | 2019           | SC Fortuna Köln Jugend     |     |
| 37         | Deutschland         | Niklas May             | 10. Apr. 2002 | 2019           | RB Leipzig U17             |     |
| 39         | Deutschland         | David Kubatta U19      | 29. Okt. 2003 | 2021           | FC Hennef 05 U19           |     |
| 40         | Deutschland Marokko | Oualid Mhamdi U19      | 20. Mai 2003  | 2021           | Alemannia Aachen U19       |     |
| Mittelfeld |                     |                        |               |                |                            |     |
| 04         | Deutschland         | Jeremias Lorch         | 2. Dez. 1995  | 2020           | SV Wehen Wiesbaden         |     |
| 06         | Deutschland         | Patrick Sontheimer     | 3. Juli 1998  | 2021           | Würzburger Kickers         |     |
| 07         | Deutschland         | Simon Handle           | 25. Jan. 1993 | 2017           | SV Elversberg              |     |
| 11         | Deutschland Spanien | Federico Palacios      | 9. Apr. 1995  | 2021           | SSV Jahn Regensburg        |     |
| 13         | Deutschland         | Luca de Meester U19    | 26. Jan. 2004 | 2021           | 1. FC Köln U17             |     |
| 16         | Deutschland         | Florian Engelhardt U19 | 16. Juni 2003 | 2021           | SC Fortuna Köln U19        |     |
| 17         | Deutschland         | Florian Heister        | 2. März 1997  | 2021           | SSV Jahn Regensburg        |     |
| 18         | Deutschland         | Kai Klefisch           | 3. Dez. 1999  | 2020           | Bayer 04 Leverkusen Jugend |     |
| 23         | Deutschland         | Moritz Fritz           | 15. Juli 1993 | 2019           | SC Fortuna Köln            |     |
| 26         | Deutschland         | Joel Vieting U19       | 11. Mai 2003  | 2019           | SC Fortuna Köln Jugend     |     |
| 27         | Deutschland Irak    | Youssef Amyn U19       | 21. Aug. 2003 | 2020           | Borussia Dortmund U17      |     |
| 30         | Deutschland Italien | Luca Marseilerab 7     | 18. Feb. 1997 | 2021           | SC Paderborn 07            |     |
| 31         | Deutschland         | Marcel Risse           | 17. Dez. 1989 | 2020           | 1. FC Köln                 |     |
| 34         | Deutschland         | Benjamin Hemcke        | 14. Feb. 2003 | 2017           | FV Wiehl                   |     |
| 35         | Deutschland         | Ben Hompesch           | 24. Apr. 2003 | 2021           | 1. FC Köln U19             |     |
| Sturm      |                     |                        |               |                |                            |     |
| 09         | Deutschland         | Timmy Thiele           | 31. Juli 1991 | 2020           | 1. FC Kaiserslautern       |     |
| 10         | Deutschland         | David Philipp          | 10. Apr. 2000 | 2021           | Werder Bremen II           |     |
| 12         | Kosovo Schweiz      | Albert Bunjaku1–24     | 29. Nov. 1983 | 2018           | FC Erzgebirge Aue          |     |
| 14         | Deutschland         | Lenn Jastremskiab 7    | 24. Jan. 2001 | 2021           | FC Bayern München II       |     |
| 19         | Schweden            | Nikolaj Möller2–20     | 20. Juli 2002 | 2021           | FC Arsenal U23             |     |
| 38         | Korea Sud           | Seok-ju Hong           | 7. Mai 2003   | 2021           | SV Deutz 05 U19            |     |

### Transfers der Saison 2021/22
Stand: 11. Mai 2022
| Zugänge            | Zugänge                          |
| Spieler            | Abgebender Verein                |
| Sommer 2021        | Sommer 2021                      |
| ------------------ | -------------------------------- |
| Elias Bördner      | Eintracht Frankfurt              |
| Daniel Buballa     | FC St. Pauli                     |
| Christoph Greger   | SpVgg Unterhaching               |
| Florian Heister    | SSV Jahn Regensburg              |
| Ben Hompesch       | 1. FC Köln U19                   |
| Moritz Nicolas     | Borussia Mönchengladbach (Leihe) |
| Federico Palacios  | SSV Jahn Regensburg              |
| David Philipp      | Werder Bremen II                 |
| Patrick Sontheimer | Würzburger Kickers               |
| nach Saisonbeginn  |                                  |
| Aaron Berzel       | vereinslos                       |
| Lenn Jastremski    | FC Bayern München II (Leihe)     |
| Luca Marseiler     | SC Paderborn 07 (Leihe)          |
| Nikolaj Möller     | FC Arsenal U23 (Leihe)           |
| Winter 2021/22     |                                  |
| Kevin Rauhut       | SGV Freiberg                     |
| Jamil Siebert      | Fortuna Düsseldorf (Leihe)       |

| Abgänge            | Abgänge                           |
| Spieler            | Aufnehmender Verein               |
| Sommer 2021        | Sommer 2021                       |
| ------------------ | --------------------------------- |
| Yannik Bangsow     | Eintracht Braunschweig (Leihende) |
| Lucas Cueto        | Karlsruher SC                     |
| André Dej          | Alemannia Aachen                  |
| Maximilian Fischer | FC Wegberg-Beeck                  |
| Sead Hajrović      | Yverdon-Sport FC                  |
| Fabian Holthaus    | Rot-Weiß Oberhausen               |
| Kevin Holzweiler   | Rot-Weiss Essen                   |
| René Klingenburg   | 1. FC Kaiserslautern              |
| Bernard Kyere      | SpVgg Unterhaching                |
| Michael Schultz    | Eintracht Braunschweig (Leihende) |
| Michael Seaton     | BSV Rehden                        |
| Luca Stellwagen    | SC Verl                           |
| Enes Tubluk        | Utaş Uşakspor                     |
| André Weis         | SC Fortuna Köln                   |
| Mike Wunderlich    | 1. FC Kaiserslautern              |
| Winter 2021/22     |                                   |
| Aaron Berzel       | SC Verl                           |
| Albert Bunjaku     | Bonner SC                         |
| Sebastian Mielitz  | FC Helsingør                      |
| Nikolaj Möller     | FC Arsenal U23 (Leihende)         |

### Sportliche Leitung und Vereinsführung
| Name                                | Funktion                          |
| Trainer- und Betreuerstab           |                                   |
| Olaf Janßen                         | Cheftrainer                       |
| Markus Brzenska                     | Co-Trainer                        |
| Imke Wübbenhorst                    | Co-Trainerin Analyse              |
| Georg Koch                          | Torwart-Trainer                   |
| Marian Wilhelm                      | Übergangskoordinator              |
| Werner Schoupa                      | Athletik-Trainer                  |
| Medizinische Abteilung              |                                   |
| Achim Münster                       | Mannschaftsarzt                   |
| Helmut Pottkämper                   | Mannschaftsarzt                   |
| Oliver Pottkämper                   | Mannschaftsarzt                   |
| Max Wittenberg                      | Mannschaftsarzt                   |
| Marc Horlitz                        | Mannschaftsarzt Internist         |
| Eduard Gorr                         | Sportkardiologe                   |
| Tim Kruse                           | Physiotherapeut                   |
| Benjamin Srenk                      | Physiotherapeut                   |
| Sportliche Leitung und Organisation |                                   |
| Andreas Rettig (bis 2. Mai 2022)    | Vorsitzender der Geschäftsführung |
| Eric Bock                           | Geschäftsführer                   |
| Axel Freisewinkel                   | Geschäftsführer                   |
| Franz Wunderlich                    | Sport-Vorstand                    |
| Marcus Steegmann                    | Sportlicher Leiter                |
| Präsidium                           |                                   |
| Günter Pütz                         | Präsident                         |
| Holger Kirsch                       | Vize-Präsident                    |
| Willy Scheer                        | Vize-Präsident                    |
| Franz Wunderlich                    | Vize-Präsident                    |

## Spielkleidung
| Heim | Auswärts | Alternativ |

## Saison

### 3. Liga

#### Hinrunde

##### Hinrunden-Spieltage
| 1. Spieltag | 25. Juli 2021 | FC Viktoria 1889 Berlin | 2:1 | FC Viktoria Köln | Berlin                                                                          |
|             | 13:00         | Becker 37′ Falcão 38′   |     | Amyn 33′         | Stadion: Friedrich-Ludwig-Jahn-Sportpark Zuschauer: 1.112 Schiedsrichter: Exner |

| 2. Spieltag | 31. Juli 2021 | FC Viktoria Köln | 1:1 | FSV Zwickau   | Köln                                                                    |
|             | 14:00         | Handle 72′       |     | Hauptmann 86′ | Stadion: Sportpark Höhenberg Zuschauer: 2.098 Schiedsrichter: Max Burda |

| 3. Spieltag | 14. Aug. 2021 | SC Verl                         | 3:1 | FC Viktoria Köln | Lotte                                                                        |
|             | 14:00         | Rabihic 29′ Akono 34′ Akono 52′ |     | Amyn 22′         | Stadion: Stadion am Lotter Kreuz Zuschauer: 524 Schiedsrichter: Steven Greif |

| 4. Spieltag | 21. Aug. 2021 | FC Viktoria Köln     | 2:3 | SV Waldhof Mannheim                            | Köln                                                                    |
|             | 14:00         | Risse 48′ Handle 80′ |     | Martinović 23′ Schnatterer 33′ Schnatterer 44′ | Stadion: Sportpark Höhenberg Zuschauer: 2.619 Schiedsrichter: Tom Bauer |

| 5. Spieltag | 24. Aug. 2021 | TSV 1860 München                       | 3:0 | FC Viktoria Köln | München                                                                      |
|             | 19:00         | Neudecker 40′ Dressel 55′ Biankadi 82′ |     |                  | Stadion: Grünwalder Stadion Zuschauer: 4.225 Schiedsrichter: Christof Günsch |

| 6. Spieltag | 28. Aug. 2021 | FC Viktoria Köln                        | 3:1 | SC Freiburg II | Köln                                                                  |
|             | 14:00         | Handle 7′ Risse 53′ (Strafstoß) May 82′ |     | Kehrer 17′     | Stadion: Sportpark Höhenberg Zuschauer: 1.409 Schiedsrichter: Hussein |

| 7. Spieltag | 6. Sep. 2021 | VfL Osnabrück                               | 3:0 | FC Viktoria Köln | Osnabrück                                                              |
|             | 19:00        | Heider 56′ Heider 67′ Berzel 77′ (Eigentor) |     |                  | Stadion: Bremer Brücke Zuschauer: 7.767 Schiedsrichter: Richard Hempel |

| 8. Spieltag | 11. Sep. 2021 | FC Viktoria Köln | 0:0 | 1. FC Saarbrücken | Köln                                                                    |
|             | 14:00         |                  |     |                   | Stadion: Sportpark Höhenberg Zuschauer: 2.705 Schiedsrichter: Max Burda |

| 9. Spieltag | 17. Sep. 2021 | TSV Havelse            | 1:0 | FC Viktoria Köln | Hannover                                                         |
|             | 19:00         | Froese 33′ (Strafstoß) |     |                  | Stadion: HDI-Arena Zuschauer: 527 Schiedsrichter: Nicolas Winter |

| 10. Spieltag | 25. Sep. 2021 | FC Viktoria Köln                                   | 4:2 | MSV Duisburg           | Köln                                                                       |
|              | 14:00         | Handle 31′ Fritz 44′ Philipp 90.+1′ Philipp 90.+4′ |     | Ajani 86′ Ademi 90.+2′ | Stadion: Sportpark Höhenberg Zuschauer: 3.205 Schiedsrichter: Steven Greif |

| 11. Spieltag | 2. Okt. 2021 | SV Wehen Wiesbaden | 1:1 | FC Viktoria Köln | Wiesbaden                                                         |
|              | 14:00        | Nilsson 26′        |     | Klefisch 63′     | Stadion: Brita-Arena Zuschauer: 1.711 Schiedsrichter: Franz Bokop |

| 12. Spieltag | 17. Okt. 2021 | FC Viktoria Köln | 1:1 | Würzburger Kickers | Köln                                                                          |
|              | 14:00         | Rossmann 14′     |     | Pourié 26′         | Stadion: Sportpark Höhenberg Zuschauer: 2.118 Schiedsrichter: Martin Speckner |

| 13. Spieltag | 24. Okt. 2021 | Borussia Dortmund II | 0:1 | FC Viktoria Köln | Dortmund                                                                    |
|              | 13:00         |                      |     | Buballa 27′      | Stadion: Stadion Rote Erde Zuschauer: 978 Schiedsrichter: Christian Ballweg |

| 14. Spieltag | 29. Okt. 2021 | FC Viktoria Köln | 4:2 | 1. FC Magdeburg | Köln                                                                      |
|              | 19:00         | Handle 29′       |     |                 | Stadion: Sportpark Höhenberg Zuschauer: 3.711 Schiedsrichter: Lukas Benen |

| 15. Spieltag | 5. Nov. 2021 | Türkgücü München | -:- | FC Viktoria Köln        | München                                                                                |
|              | 19:00        | Barry 81′        |     | Sontheimer 15′ Hong 19′ | Stadion: Olympiastadion München Zuschauer: 1.016 Schiedsrichter: Marc Philip Eckermann |

| 16. Spieltag | 22. Nov. 2021 | SV Meppen                                               | 4:0 | FC Viktoria Köln | Meppen                                                       |
|              | 19:00         | Tankulic 41′ Tankulic 56′ Faßbender 73′ Sukuta-Pasu 88′ |     |                  | Stadion: Hänsch-Arena Zuschauer: 7.736 Schiedsrichter: Exner |

| 17. Spieltag | 28. Nov. 2021 | FC Viktoria Köln           | 2:0 | Hallescher FC | Köln                                                                            |
|              | 14:00         | Marseiler 2′ Marseiler 20′ |     |               | Stadion: Sportpark Höhenberg Zuschauer: 2.223 Schiedsrichter: Mario Hildenbrand |

| 18. Spieltag | 4. Dez. 2021 | 1. FC Kaiserslautern                          | 4:0 | FC Viktoria Köln | Kaiserslautern                                                              |
|              | 14:00        | Hanslik 5′ Hercher 20′ Hanslik 48′ Zimmer 87′ |     |                  | Stadion: Fritz-Walter-Stadion Zuschauer: 10.000 Schiedsrichter: Lukas Benen |

| 19. Spieltag | 11. Dez. 2021 | FC Viktoria Köln     | 1:2 | Eintracht Braunschweig   | Köln                                                                      |
|              | 14:00         | Risse 3′ (Strafstoß) |     | Lauberbach 47′ Girth 86′ | Stadion: Sportpark Höhenberg Zuschauer: 2.005 Schiedsrichter: Patrick Alt |

##### Hinrunden-Tabelle
| Pl.                       | Verein           | Sp. | S | U  | N  | Tore    | Diff. | Punkte |
| ------------------------- | ---------------- | --- | - | -- | -- | ------- | ----- | ------ |
| 13.                       | FSV Zwickau      | 18  | 4 | 10 | 4  | 023:230 | ±0    | 22     |
| 14.                       | Hallescher FC    | 18  | 5 | 6  | 7  | 024:270 | −3    | 21     |
| 15.                       | FC Viktoria Köln | 18  | 5 | 4  | 9  | 019:310 | −12   | 19     |
| 16.                       | MSV Duisburg     | 18  | 5 | 2  | 11 | 023:320 | −9    | 17     |
| 17.                       | SC Verl          | 18  | 4 | 5  | 9  | 028:380 | −10   | 17     |
| Stand: Saisonende 2021/22 |                  |     |   |    |    |         |       |        |

| Zum Saisonende 2021/22: Absteiger in die Regionalligen |

#### Rückrunde

##### Rückrunden-Spieltage
| 20. Spieltag | 17. Dez. 2021 | FC Viktoria Köln      | 1:4 | FC Viktoria 1889 Berlin                       | Köln                                                                          |
|              | 19:00         | Yamada 35′ (Eigentor) |     | Falcão 31′ Theisen 39′ Theisen 48′ Lewald 76′ | Stadion: Sportpark Höhenberg Zuschauer: 1.950 Schiedsrichter: Konrad Oldhafer |

| 21. Spieltag | 8. Feb. 2022 | FSV Zwickau     | 1:0 | FC Viktoria Köln | Zwickau                                                             |
|              | 19:00        | Lokotsch 90.+2′ |     |                  | Stadion: GGZ-Arena Zuschauer: 2.500 Schiedsrichter: Florian Lechner |

| 22. Spieltag | 22. Jan. 2022 | FC Viktoria Köln                                             | 5:2 | SC Verl                  | Köln                                                                              |
|              | 14:00         | Lorch 49′ Jastremski 56′ Philipp 83′ Philipp 89′ Hong 90.+2′ |     | Akono 8′ Ochojski 90.+1′ | Stadion: Sportpark Höhenberg Zuschauer: 750 Schiedsrichter: Marc Philip Eckermann |

| 23. Spieltag | 25. Jan. 2022 | SV Waldhof Mannheim | 0:1 | FC Viktoria Köln | Mannheim                                                                  |
|              | 19:00         |                     |     | Philipp 46′      | Stadion: Carl-Benz-Stadion Zuschauer: 750 Schiedsrichter: Florian Lechner |

| 24. Spieltag | 30. Jan. 2022 | FC Viktoria Köln | 0:1 | TSV 1860 München | Köln                                                                    |
|              | 13:00         |                  |     | Bär 39′          | Stadion: Sportpark Höhenberg Zuschauer: 750 Schiedsrichter: Lukas Benen |

| 25. Spieltag | 4. Feb. 2022 | SC Freiburg II | 1:1 | FC Viktoria Köln       | Freiburg                                                           |
|              | 19:00        | Kehl 5′        |     | Handle 53′ (Strafstoß) | Stadion: Dreisamstadion Zuschauer: 1.478 Schiedsrichter: Tom Bauer |

| 26. Spieltag | 14. Feb. 2022 | FC Viktoria Köln | 1:1 | VfL Osnabrück | Köln                                                                   |
|              | 19:00         | Philipp 30′      |     | Köhler 50′    | Stadion: Sportpark Höhenberg Zuschauer: 2.411 Schiedsrichter: Petersen |

| 27. Spieltag | 19. Feb. 2022 | 1. FC Saarbrücken | 0:1 | FC Viktoria Köln    | Saarbrücken                                                                    |
|              | 14:00         |                   |     | Ernst 7′ (Eigentor) | Stadion: Ludwigsparkstadion Zuschauer: 6.419 Schiedsrichter: Mario Hildenbrand |

| 28. Spieltag | 25. Feb. 2022 | FC Viktoria Köln | 0:0 | TSV Havelse | Köln                                                                                |
|              | 19:00         |                  |     |             | Stadion: Sportpark Höhenberg Zuschauer: 2.469 Schiedsrichter: Marc Philip Eckermann |

| 29. Spieltag | 5. März 2022 | MSV Duisburg          | 2:0 | FC Viktoria Köln | Duisburg                                                                        |
|              | 14:00        | Bakir 69′ Hettwer 71′ |     |                  | Stadion: Schauinsland-Reisen-Arena Zuschauer: 7.518 Schiedsrichter: Eric Müller |

| 30. Spieltag | 12. März 2022 | FC Viktoria Köln  | 2:1 | SV Wehen Wiesbaden | Köln                                                                                  |
|              | 14:00         | Amyn 67′ Amyn 90′ |     | Kempe 50′          | Stadion: Sportpark Höhenberg Zuschauer: 2.230 Schiedsrichter: Sven Waschitzki-Günther |

| 31. Spieltag | 18. März 2022 | Würzburger Kickers | 0:1 | FC Viktoria Köln | Würzburg                                                                   |
|              | 19:00         |                    |     | Fritz 7′         | Stadion: Flyeralarm Arena Zuschauer: 2.643 Schiedsrichter: Tobias Schultes |

| 32. Spieltag | 2. Apr. 2022 | FC Viktoria Köln | 0:2 | Borussia Dortmund II  | Köln                                                                                |
|              | 14:00        |                  |     | Pfanne 26′ Tachie 86′ | Stadion: Sportpark Höhenberg Zuschauer: 2.203 Schiedsrichter: Marc Philip Eckermann |

| 33. Spieltag | 9. Apr. 2022 | 1. FC Magdeburg                            | 4:2 | FC Viktoria Köln         | Magdeburg                                                     |
|              | 14:00        | Schuler 5′ Çeka 13′ Krempicki 35′ Atik 71′ |     | Sontheimer 41′ Lorch 89′ | Stadion: MDCC-Arena Zuschauer: 20.005 Schiedsrichter: Hussein |

| 34. Spieltag | 16. Apr. 2022 | FC Viktoria Köln | -:- | Türkgücü München | Köln                                                        |
|              | 14:00         |                  |     |                  | Stadion: Sportpark Höhenberg Zuschauer: – Schiedsrichter: – |

| 35. Spieltag | 25. Apr. 2022 | FC Viktoria Köln       | 1:1 | SV Meppen   | Köln                                                                 |
|              | 19:00         | Bünning 49′ (Eigentor) |     | Bünning 11′ | Stadion: Sportpark Höhenberg Zuschauer: 2.373 Schiedsrichter: Kampka |

| 36. Spieltag | 30. Apr. 2022 | Hallescher FC     | 1:1 | FC Viktoria Köln | Halle                                                                         |
|              | 14:00         | Titsch-Rivero 33′ |     | Lorch 8′         | Stadion: Leuna-Chemie-Stadion Zuschauer: 5.742 Schiedsrichter: Michael Bacher |

| 37. Spieltag | 8. Mai 2022 | FC Viktoria Köln      | 2:0 | 1. FC Kaiserslautern | Köln                                                                   |
|              | 14:00       | Fritz 26′ Philipp 38′ |     |                      | Stadion: Sportpark Höhenberg Zuschauer: 8.382 Schiedsrichter: Petersen |

| 38. Spieltag | 14. Mai 2022 | Eintracht Braunschweig | 0:1 | FC Viktoria Köln | Braunschweig                                                             |
|              | 13:30        |                        |     | Jastremski 62′   | Stadion: Eintracht-Stadion Zuschauer: 20.869 Schiedsrichter: Eric Müller |

##### Rückrunden-Tabelle
| Pl.                       | Verein              | Sp. | S | U | N | Tore    | Diff. | Punkte |
| ------------------------- | ------------------- | --- | - | - | - | ------- | ----- | ------ |
| 5.                        | VfL Osnabrück       | 18  | 9 | 5 | 4 | 034:290 | +5    | 32     |
| 6.                        | SV Waldhof Mannheim | 18  | 8 | 5 | 5 | 029:210 | +8    | 29     |
| 7.                        | FC Viktoria Köln    | 18  | 7 | 5 | 6 | 020:210 | −1    | 26     |
| 8.                        | FSV Zwickau         | 18  | 7 | 4 | 7 | 023:210 | +2    | 25     |
| 9.                        | MSV Duisburg        | 18  | 8 | 1 | 9 | 023:390 | −16   | 25     |
| Stand: Saisonende 2021/22 |                     |     |   |   |   |         |       |        |

### DFB-Pokal
| 1. Runde | 9. Aug. 2021 | FC Viktoria Köln       | 2:3 n. V. | TSG 1899 Hoffenheim                               | Köln                                                                      |
|          | 18:30        | Handle 33′ Greger 102′ |           | Kramarić 27′ (Strafstoß) Dabbur 94′ Kramarić 107′ | Stadion: Sportpark Höhenberg Zuschauer: 3.402 Schiedsrichter: Franz Bokop |

### Bitburger-Pokal
| 1. Runde | 1. Nov. 2021 | TuS Untereschbach | 1:7 | FC Viktoria Köln                                                                          | Untereschbach                                                      |
|          | 19:30        | Müller 30′        |     | Palacios 4′ Möller 15′ Möller 50′ Franken 68′ (Eigentor) Bunjaku 76′ Bunjaku 84′ Hong 89′ | Stadion: O-Saft-Arena Zuschauer: 1.000 Schiedsrichter: Tobias Esch |

| 2. Runde | 17. Nov. 2021 | SSV Bornheim | 1:5 | FC Viktoria Köln                                             | Bornheim                                                            |
|          | 20:00         | Zaim 41′     |     | Bunjaku 10′ Bunjaku 45′ Fritz 49′ Bunjaku 56′ de Meester 84′ | Stadion: Stadion Bornheim Zuschauer: 952 Schiedsrichter: Lukas Koch |

| Achtelfinale | 8. Dez. 2021 | SV Weiden | 0:1 | FC Viktoria Köln | Weiden                                                                            |
|              | 19:30        |           |     | Möller 41′       | Stadion: Sportplatz Ludwig-Jahn-Straße Zuschauer: 800 Schiedsrichter: Marvin Koll |

| Viertelfinale | 1. März 2022 | FC Hürth | 0:1 | FC Viktoria Köln | Hürth                                                              |
|               | 19:00        |          |     | Philipp 90+1′    | Stadion: salus Park Zuschauer: 703 Schiedsrichter: Mitja Stegemann |

| Halbfinale | 16. Apr. 2022 | 1. FC Spich | 0:8 | FC Viktoria Köln                                                                       | Spich                                                                                             |
|            | 15:30         |             |     | Risse 6′ Hong 12′ Hong 13′ Risse 27′ Palacios 52′ Klefisch 54′ Jastremski 56′ Amyn 85′ | Stadion: Waldstadion im Sportpark Spicher Höhen Zuschauer: 1.500 Schiedsrichter: Andreas Steffens |

#### Finale
| SC Fortuna Köln                                         | SC Fortuna Köln | FC Viktoria Köln | FC Viktoria Köln |
| ------------------------------------------------------- | --- | --- | ---------------- |
| SC Fortuna Köln                                         | \| 21. Mai 2022 um 16:15 Uhr in Köln (Sportpark Höhenberg) \| \| Ergebnis: 0:2 (0:1) \| \| Zuschauer: 5767 \| \| Schiedsrichter: Marc Jäger (Euskirchen) \| \| Spielbericht \| | \| 21. Mai 2022 um 16:15 Uhr in Köln (Sportpark Höhenberg) \| \| Ergebnis: 0:2 (0:1) \| \| Zuschauer: 5767 \| \| Schiedsrichter: Marc Jäger (Euskirchen) \| \| Spielbericht \| | FC Viktoria Köln |
| SC Fortuna Köln                                         | André Weis – Sören Dieckmann – Dominik Lanius – Jan-Luca Rumpf (59. Timo Hölscher) – Sascha Marquet – Stipe Batarilo – Leon Demaj – Maik Kegel (59. Dan-Patrick Poggenberg) – Kai Försterling (59. André Dej) – Suheyel Najar (20. Mike Owusu (69. Jannik Löhden)) – Seymour Fünger Cheftrainer: Alexander Ende | Moritz Nicolas – Jeremias Lorch – Daniel Buballa – Patrick Sontheimer (59. Benjamin Hemcke) – Simon Handle (46. Youssef Amyn (73. Luca de Meester)) – Federico Palacios – Christoph Greger – Florian Heister (59. Niklas May) – Jamil Siebert – Moritz Fritz – Elvin Jashari (77. Maximilian Rossmann) Cheftrainer: Olaf Janßen | FC Viktoria Köln |
| SC Fortuna Köln                                         | 0:1 Jashari (28.) 0:2 Amyn (58.) | | FC Viktoria Köln |
| SC Fortuna Köln                                         | Marquet (15.), Kegel (54.), Owusu (59.), Lanius (61.) | Greger (61.) | FC Viktoria Köln |
| SC Fortuna Köln                                         | Spieler des Spiels: Federico Palacios (FC Viktoria Köln) | | FC Viktoria Köln |
| 21. Mai 2022 um 16:15 Uhr in Köln (Sportpark Höhenberg) | | |                  |
| Ergebnis: 0:2 (0:1)                                     | | |                  |
| Zuschauer: 5767                                         | | |                  |
| Schiedsrichter: Marc Jäger (Euskirchen)                 | | |                  |
| Spielbericht                                            | | |                  |

### Freundschaftsspiele
Diese Tabelle führt die ausgetragenen Freundschaftsspiele auf.
| T1 | 26. Juni 2021 | SpVg Porz | 0:3 | FC Viktoria Köln                | Köln-Porz                                                                         |
|    | 17:00         |           |     | Hemcke 72′ Amyn 74′ Durczok 86′ | Stadion: Autohaus-Schmitz-Sportpark Zuschauer: 400 Schiedsrichter: Sandro Prescha |

| T2 | 3. Juli 2021 | Karlsruher SC                                                             | 5:1 | FC Viktoria Köln | Bad Wörishofen                     |
|    | 14:00        | Wanitzek 55′ (Strafstoß) Kother 59′ Wanitzek 71′ Hofmann 73′ Wanitzek 75′ |     | Amyn 17′         | Stadion: Sportplatz Bad Wörishofen |

| T3 | 10. Juli 2021 | Borussia Mönchengladbach   | 2:2 | FC Viktoria Köln                  | Mönchengladbach-Rheydt                                                   |
|    | 15:30         | Bensebaini 4′ Herrmann 76′ |     | Lorch 9′ Jantschke 18′ (Eigentor) | Stadion: Grenzlandstadion Zuschauer: 990 Schiedsrichter: Niklas Dardenne |

| T4 | 4. Aug. 2021 | Bayer 04 Leverkusen | 0:1 | FC Viktoria Köln | Leverkusen                        |
|    |              |                     |     | Palacios 4′      | Stadion: Ulrich-Haberland-Stadion |

| PSD Bank-Cup | 8. Okt. 2021 | FC Viktoria Köln      | 2:0 | SC Fortuna Köln | Köln-Höhenberg               |
|              | 17:00        | Hemcke 7′ Philipp 27′ |     |                 | Stadion: Sportpark Höhenberg |

| PSD Bank-Cup | 8. Okt. 2021 | FC Viktoria Köln | 0:1 | 1. FC Köln | Köln-Höhenberg               |
|              | 19:00        |                  |     | Meré 41′   | Stadion: Sportpark Höhenberg |

| T5 | 10. Nov. 2021 | VfL Bochum               | 2:1 | FC Viktoria Köln | Bochum                                               |
|    | 14:00         | Decarli 17′ Novothny 87′ |     | Marseiler 33′    | Stadion: Leichtathletikplatz an der Castroper Straße |

| T6 | 8. Jan. 2022 | Borussia Mönchengladbach | 2:3 | FC Viktoria Köln                 | Mönchengladbach                                                   |
|    | 13:30        | Bénes 4′ Pléa 62′        |     | Hong 21′ Hong 58′ Sontheimer 83′ | Stadion: FohlenPlatz im Borussia-Park Schiedsrichter: Robin Braun |

| T7 | 15. Jan. 2022 | FC Viktoria Köln                           | 4:2 | Rot-Weiss Essen         | Köln-Höhenberg                                          |
|    | 14:00         | Greger 14′ Hong 37′ Philipp 74′ Handle 78′ |     | Tarnat 69′ Plechaty 83′ | Stadion: Sportpark Höhenberg Schiedsrichter: Nico Fuchs |

## Statistiken

### Saisonverlauf
| Spieltag | 1  | 2  | 3  | 4  | 5  | 6  | 7  | 8  | 9  | 10 | 11 | 12 | 13 | 14 | 15 | 16 | 17 | 18 | 19 | 20 | 21 | 22 | 23 | 24 | 25 | 26 | 27 | 28 | 29 | 30 | 31 | 32 | 33 | 34 | 35 | 36 | 37 | 38 |
| -------- | -- | -- | -- | -- | -- | -- | -- | -- | -- | -- | -- | -- | -- | -- | -- | -- | -- | -- | -- | -- | -- | -- | -- | -- | -- | -- | -- | -- | -- | -- | -- | -- | -- | -- | -- | -- | -- | -- |
| Spielort | A  | H  | A  | H  | A  | H  | A  | H  | A  | H  | A  | H  | A  | H  | A  | A  | H  | A  | H  | H  | A  | H  | A  | H  | A  | H  | A  | H  | A  | H  | A  | H  | A  | H  | H  | A  | H  | A  |
| Resultat | N  | U  | N  | N  | N  | S  | N  | U  | N  | S  | U  | U  | S  | S  | /  | N  | S  | N  | N  | N  | N  | S  | S  | N  | U  | U  | S  | U  | N  | S  | S  | N  | N  | /  | U  | U  | S  | S  |
| Platz    | 14 | 13 | 17 | 18 | 18 | 17 | 17 | 17 | 18 | 17 | 17 | 17 | 17 | 14 | 16 | 16 | 15 | 15 | 15 | 15 | 17 | 14 | 14 | 14 | 13 | 13 | 13 | 14 | 14 | 12 | 12 | 13 | 13 | 15 | 14 | 14 | 14 | 13 |

Legende: Spielort: H = Heim; A = Auswärts. Resultat: S = Sieg; U = Unentschieden; N = Niederlage

### Abschlusstabelle
| Pl.                       | Verein           | Sp. | S  | U  | N  | Tore    | Diff. | Punkte |
| ------------------------- | ---------------- | --- | -- | -- | -- | ------- | ----- | ------ |
| 11.                       | SC Freiburg II   | 36  | 12 | 11 | 13 | 034:420 | −8    | 47     |
| 12.                       | SV Meppen        | 36  | 13 | 8  | 15 | 047:600 | −13   | 47     |
| 13.                       | FC Viktoria Köln | 36  | 12 | 9  | 15 | 039:520 | −13   | 45     |
| 14.                       | Hallescher FC    | 36  | 10 | 13 | 13 | 046:480 | −2    | 43     |
| 15.                       | MSV Duisburg     | 36  | 13 | 3  | 20 | 046:710 | −25   | 42     |
| Stand: Saisonende 2021/22 |                  |     |    |    |    |         |       |        |

### Spielerstatistiken
| Spieler              | 3. Liga  | 3. Liga | 3. Liga     | 3. Liga    | DFB-Pokal | DFB-Pokal | DFB-Pokal   | DFB-Pokal  | FVM-Pokal | FVM-Pokal | FVM-Pokal   | FVM-Pokal  | Total    | Total | Total       | Total      |
| Spieler              | Einsätze | Tore    | Gelbe Karte | Rote Karte | Einsätze  | Tore      | Gelbe Karte | Rote Karte | Einsätze  | Tore      | Gelbe Karte | Rote Karte | Einsätze | Tore  | Gelbe Karte | Rote Karte |
| -------------------- | -------- | ------- | ----------- | ---------- | --------- | --------- | ----------- | ---------- | --------- | --------- | ----------- | ---------- | -------- | ----- | ----------- | ---------- |
| İlhan Altuntaş       | 2        | 0       | 0           | 0          | 0         | 0         | 0           | 0          | 1         | 0         | 0           | 0          | 3        | 0     | 0           | 0          |
| Youssef Amyn         | 31       | 4       | 2           | 0          | 1         | 0         | 1           | 0          | 4         | 2         | 0           | 0          | 36       | 6     | 3           | 0          |
| Aaron Berzel         | 9        | 0       | 2           | 1 GR       | 0         | 0         | 0           | 0          | 3         | 0         | 0           | 0          | 12       | 0     | 2           | 1          |
| Elias Bördner        | 6        | 0       | 0           | 0          | 0         | 0         | 0           | 0          | 3         | 0         | 0           | 0          | 9        | 0     | 0           | 0          |
| Jakob Brambach       | 0        | 0       | 0           | 0          | 0         | 0         | 0           | 0          | 0         | 0         | 0           | 0          | 0        | 0     | 0           | 0          |
| Daniel Buballa       | 26       | 1       | 5           | 0          | 1         | 0         | 1           | 0          | 4         | 0         | 0           | 0          | 31       | 1     | 6           | 0          |
| Albert Bunjaku       | 5        | 0       | 0           | 0          | 1         | 0         | 0           | 0          | 3         | 5         | 0           | 0          | 9        | 5     | 0           | 0          |
| Florian Engelhardt   | 0        | 0       | 0           | 0          | 0         | 0         | 0           | 0          | 0         | 0         | 0           | 0          | 0        | 0     | 0           | 0          |
| Moritz Fritz         | 26       | 3       | 4           | 1 GR       | 0         | 0         | 0           | 0          | 3         | 1         | 0           | 0          | 29       | 4     | 4           | 1          |
| Christoph Greger     | 32       | 0       | 9           | 0          | 1         | 1         | 1           | 0          | 2         | 0         | 1           | 0          | 35       | 1     | 11          | 0          |
| Simon Handle         | 36       | 6       | 3           | 0          | 1         | 1         | 0           | 0          | 6         | 0         | 0           | 0          | 43       | 7     | 3           | 0          |
| Florian Heister      | 26       | 0       | 2           | 0          | 1         | 0         | 0           | 0          | 5         | 0         | 0           | 0          | 32       | 0     | 2           | 0          |
| Benjamin Hemcke      | 8        | 0       | 1           | 0          | 1         | 0         | 0           | 0          | 3         | 0         | 0           | 0          | 12       | 0     | 1           | 0          |
| Alexander Höck       | 5        | 0       | 0           | 0          | 0         | 0         | 0           | 0          | 4         | 0         | 0           | 0          | 9        | 0     | 0           | 0          |
| Ben Hompesch         | 0        | 0       | 0           | 0          | 0         | 0         | 0           | 0          | 0         | 0         | 0           | 0          | 0        | 0     | 0           | 0          |
| Seok-ju Hong         | 23       | 2       | 1           | 0          | 0         | 0         | 0           | 0          | 3         | 3         | 0           | 0          | 26       | 5     | 1           | 0          |
| Elvin Jashari        | 0        | 0       | 0           | 0          | 0         | 0         | 0           | 0          | 1         | 1         | 0           | 0          | 1        | 1     | 0           | 0          |
| Lenn Jastremski      | 11       | 2       | 2           | 0          | 0         | 0         | 0           | 0          | 1         | 1         | 0           | 0          | 12       | 3     | 2           | 0          |
| Kai Klefisch         | 33       | 1       | 7           | 0          | 1         | 0         | 0           | 0          | 4         | 1         | 0           | 0          | 38       | 2     | 7           | 0          |
| Patrick Koronkiewicz | 9        | 0       | 0           | 0          | 0         | 0         | 0           | 0          | 3         | 0         | 0           | 0          | 12       | 0     | 0           | 0          |
| David Kubatta        | 1        | 0       | 0           | 0          | 0         | 0         | 0           | 0          | 0         | 0         | 0           | 0          | 1        | 0     | 0           | 0          |
| Jeremias Lorch       | 30       | 3       | 6           | 0          | 1         | 0         | 0           | 0          | 6         | 0         | 0           | 0          | 37       | 3     | 6           | 0          |
| Luca Marseiler       | 25       | 2       | 6           | 0          | 0         | 0         | 0           | 0          | 4         | 0         | 0           | 0          | 29       | 2     | 6           | 0          |
| Niklas May           | 24       | 1       | 1           | 1 GR       | 1         | 0         | 0           | 0          | 4         | 0         | 0           | 0          | 29       | 1     | 1           | 1          |
| Luca de Meester      | 0        | 0       | 0           | 0          | 0         | 0         | 0           | 0          | 3         | 1         | 0           | 0          | 3        | 1     | 0           | 0          |
| Oualid Mhamdi        | 1        | 0       | 0           | 0          | 0         | 0         | 0           | 0          | 0         | 0         | 0           | 0          | 1        | 0     | 0           | 0          |
| Sebastian Mielitz    | 0        | 0       | 0           | 0          | 0         | 0         | 0           | 0          | 0         | 0         | 0           | 0          | 0        | 0     | 0           | 0          |
| Nikolaj Möller       | 10       | 0       | 0           | 0          | 1         | 0         | 0           | 0          | 2         | 3         | 0           | 0          | 13       | 3     | 0           | 0          |
| Moritz Nicolas       | 31       | 0       | 2           | 0          | 1         | 0         | 0           | 0          | 2         | 0         | 0           | 0          | 34       | 0     | 2           | 0          |
| Federico Palacios    | 11       | 0       | 2           | 0          | 0         | 0         | 0           | 0          | 3         | 2         | 0           | 0          | 14       | 2     | 2           | 0          |
| David Philipp        | 26       | 7       | 5           | 0          | 1         | 0         | 0           | 0          | 2         | 1         | 0           | 0          | 29       | 8     | 5           | 0          |
| Kevin Rauhut         | 0        | 0       | 0           | 0          | 0         | 0         | 0           | 0          | 1         | 0         | 0           | 0          | 1        | 0     | 0           | 0          |
| Marcel Risse         | 34       | 3       | 3           | 0          | 0         | 0         | 0           | 0          | 1         | 2         | 0           | 0          | 35       | 5     | 3           | 0          |
| Maximilian Rossmann  | 25       | 1       | 8           | 1 GR       | 1         | 0         | 0           | 0          | 3         | 0         | 0           | 0          | 29       | 1     | 8           | 1          |
| Tim Schirmer         | 2        | 0       | 0           | 0          | 0         | 0         | 0           | 0          | 2         | 0         | 0           | 0          | 4        | 0     | 0           | 0          |
| Jamil Siebert        | 13       | 0       | 5           | 0          | 0         | 0         | 0           | 0          | 3         | 0         | 0           | 0          | 16       | 0     | 5           | 0          |
| Patrick Sontheimer   | 35       | 2       | 6           | 0          | 1         | 0         | 0           | 0          | 5         | 0         | 0           | 0          | 41       | 2     | 6           | 0          |
| Timmy Thiele         | 8        | 0       | 0           | 0          | 1         | 0         | 0           | 0          | 0         | 0         | 0           | 0          | 9        | 0     | 0           | 0          |
| Joel Vieting         | 2        | 0       | 0           | 0          | 0         | 0         | 0           | 0          | 1         | 0         | 0           | 0          | 3        | 0     | 0           | 0          |
| Dario de Vita        | 0        | 0       | 0           | 0          | 0         | 0         | 0           | 0          | 0         | 0         | 0           | 0          | 0        | 0     | 0           | 0          |
| Phil Zimmermann      | 0        | 0       | 0           | 0          | 0         | 0         | 0           | 0          | 0         | 0         | 0           | 0          | 0        | 0     | 0           | 0          |

### Zuschauerzahlen in der 3. Liga
| Stadion                   | Kapazität | Zuschauer | pro Spiel | Aus- lastung | absolvierte Heimspiele | Trikotsponsor | Ärmelsponsor    | Rückensponsor                         | Ausstatter    |
| ------------------------- | --------- | --------- | --------- | ------------ | ---------------------- | ------------- | --------------- | ------------------------------------- | ------------- |
| Sportpark Höhenberg       | 10.001    | 45.613    | 2.534     | 025,34 %     | 18                     | ETL           | Wintec Autoglas | Vereint! (Stiftung der PSD Bank West) | Capelli Sport |
| Stand: Saisonende 2021/22 |           |           |           |              |                        |               |                 |                                       |               |

### Zuschauerzahlen im DFB-Pokal
| Sportpark Höhenberg       | 10.001 | 03.402 | 034,02 % | 1 | Solidarität Auf und neben dem Platz Impfen! Jetzt! | Wintec Autoglas | Capelli Sport |
| Stand: Saisonende 2021/22 |        |        |          |   |                                                    |                 |               |